# Katyn
Katyn (tiếng Nga: Катынь; tiếng Ba Lan: Katyń [katɨɲ]) là một địa bàn nông thôn (một Selo) ở huyện Smolensky Smolensk, Nga, tọa lạc khoảng 20 km (12 dặm) về phía tây của Smolensk, trung tâm hành chính của oblast.

## Địa lý
Làng nằm ở phía tây của thành phố Smolensk (khoảng 18 km từ trung tâm của nó) và khoảng 60 km từ biên giới Nga với Belarus. Nó có một trạm trên tuyến đường sắt quốc tế Berlin-Warszawa-Minsk-Moskva.

## Lịch sử
Trước khi chiến tranh thế giới I, Gnezdovo với rừng Katyn thuộc về gia đình Koźliński. Trong thế kỷ 19, Piotr Koźliński kết hôn Leokadia Lefftreu, con gái của giám đốc công ty xây dựng đường sắt Anh tại Nga. Theo điều kiện cuộc hôn nhân Gniezdovo và Katyn đã trở thành một đồng sở hữu của người Anh. 

Đây là nơi xảy ra thảm sát Katyn, một cuộc xử bắn hàng loạt những tù binh Ba Lan vào tháng 4 và tháng 5 năm 1940 và vụ rơi máy bay Tu-154 của Không quân Ba Lan năm 2010.